# Лиманка (Одесская область)
Лиманка (укр. Лиманка, до 2016 г. — Мизикевича) — село, относится к Одесскому району Одесской области Украины.
Население по переписи 2020 года составляло 13353 человека. Почтовый индекс — 65497. Телефонный код — 48. Занимает площадь 0,155 км². Код КОАТУУ — 5123755802.

## Местный совет
65497, Одесская обл., Одесский р-н, пгт Таирово, ул. 40-летия Победы, 25